# Procaviidae
Procaviidae (savremeni damani) jesu mala sisarska familija iz reda damana. Obuhvata jedan izumrli i tri savremena roda, sa samo četiri savremene vrste. Naseljavaju Afriku i Arabijsko poluostrvo. Najstariji fosil, Heterohyrax auricampensis, potiče s početka kasnog Miocena.
Damani imaju životni vek od 9 do 14 godina. Prepoznato je pet postojećih vrsta: kamenjarski hajraks (Procavia capensis) i žuto-pegavi kamenjarski hajraks (Heterohyrax brucei), koji žive na izdancima stena, uključujući litice u Etiopiji i izolovane granitne izdanke zvane kopije u južnoj Africi; zapadni šumski hajraks (Dendrohyrax dorsalis), južni šumski hajraks (D. arboreus) i istočni šumski hirak (D. validus). Njihova rasprostranjenost je ograničena na Afriku, osim za P. capensis, koji se takođe nalazi na Bliskom istoku.

## Karakteristike
Hajraksi zadržavaju ili su ponovo razvili brojne karakteristike primitivnih sisara; posebno, imaju slabo razvijenu unutrašnju regulaciju temperature, za šta kompenzuju bihejvioralnom termoregulacijom, kao što je zgrčenje i sunčanje.
Savremeni damani su malih dimenzija i približno dostižu veličinu zeca. Dužina tijela se kreće između 30 i 60 cm. Imaju kratke ekstremitete, na prednjim nogama 4 prsta sa spljoštenim noktima nalik na kopito, a na zadnjim 3 prsta od kojih je jedan s kandžom. Od zuba, nedostaju im očnjaci umesto kojih postoji kratka dijastema. Zubna formula damana je:
| 1.0.4.3 |
| 2.0.4.3 |

Iako nisu preživari, hajraksi imaju složene stomake sa više komora koji omogućavaju simbiotičkim bakterijama da razbiju čvrste biljne materijale, ali njihova ukupna sposobnost varenja vlakana je niža nego kod kopitara. Njihovi mandibularni pokreti su slični žvakanju ruminata, mada hajraks nije fizički sposoban za regurgitaciju kao kod kopitara i mericizma nekih makropoda. Ovakvo ponašanje se pominje u odlomku u Bibliji koji opisuje hajrakse kao da „žvaču poput preživara“. Ovo ponašanje žvakanja može biti oblik agonističkog ponašanja kada se životinja oseća ugroženo.
Hajraks ne gradi jazbine, kao većina glodara, već tokom svog života radije traži sklonište u postojećim rupama velike raznolikosti po veličini i konfiguraciji.
Hirakesi naseljavaju stenoviti teren širom podsaharske Afrike i Bliskog istoka. Njihova stopala imaju gumene jastučiće sa brojnim znojnim žlezdama, koje mogu pomoći životinji da održi stisak kada se brzo kreće uz strme, kamenite površine. Hajraksi imaju nabijene prste sa noktima nalik na kopita; četiri prsta su na svakoj prednjoj nozi i tri na svakoj zadnjoj nozi. Takođe imaju efikasne bubrege koji zadržavaju vodu kako bi bolje preživeli u sušnim sredinama.
Ženke hajraksa rađaju do četiri mladunaca nakon perioda trudnoće od 7-8 meseci, u zavisnosti od vrste. Mladunci se odbijaju u dobi od 1-5 meseci, a polnu zrelost dostižu sa 16-17 meseci.
Hajraksi žive u malim porodičnim grupama, sa jednim mužjakom koji agresivno brani teritoriju od rivala. Tamo gde je životni prostor u izobilju, mužjak može imati eksluzivni pristup više grupa ženki, od kojih svaka ima svoj domet. Preostali mužjaci žive usamljeno, često na periferiji područja koje kontrolišu veći mužjaci, i pare se samo sa mlađim ženkama.
Hajraksi imaju visoko naelektrisan mioglobin, za šta se pretpostavlja da odražava akvatično poreklo.

### Sličnosti sai
Hajraksi dele nekoliko neobičnih karakteristika sa redovima sisara Proboscidea (slonovi i njihovi izumrli srodnici) i Sirenia (lamantini i dugonzi), što je dovelo do toga da su svi stavljeni u takson Paenungulata. Mužjaci hajraksa nemaju skrotum i njihovi testisi ostaju uvučeni u trbušnu duplju pored bubrega, kao i kod slonova, morskih krava i dugonga. Ženke hajraksa imaju par dojki u blizini pazuha (aksile), kao i četiri dojke u preponama (ingvinalno područje); slonovi imaju par dojki u blizini pazuha, a dugonzi i morske krave imaju par dojki, po jedna blizu svakog od prednjih peraja. Kljove hajraksa razvijaju se iz sekutića kao i kljove slonova; većina kljova sisara se razvija iz očnjaka. Hajraksi, poput slonova, imaju spljoštene nokte na vrhovima prstiju, a ne zakrivljene, izdužene kandže koje se obično viđaju kod sisara.

## Evolucija
Svi savremeni hajraksi su članovi porodice Procaviidae (jedina živa porodica u okviru Hyracoidea) i nalaze se samo u Africi i na Bliskom istoku. U prošlosti su, međutim, hajraksi bili raznovrsniji i rasprostranjeniji. Red se prvi put pojavljuje u fosilnom zapisu na jednom lokalitetu na Bliskom istoku u obliku Dimaitherium je od pre 37 miliona godina. Tokom dugih miliona godina, hajraksi, proboscidi i drugi afroterijski sisari bili su primarni kopneni biljojedi u Africi, baš kao što su kopitari bili u Severnoj Americi.
Od srednjeg do kasnog eocena postojalo je mnogo različitih vrsta, od kojih je najveća bila jednaka težini malog konja, a najmanja veličine miša. Tokom miocena, međutim, konkurencija novorazvijenih bovida, koji su bili veoma efikasni ispašnici i pretraživači, raselila je hajrikse u marginalne niše. Ipak, red je ostao široko rasprostranjen i raznolik sve do kraja pliocena (pre oko dva miliona godina) sa predstavnicima širom Afrike, Evrope i Azije.
Potomci džinovskih „hajrakoida” (uobičajeni preci hajraksa, slonova i sirena) evoluirali su na različite načine. Neki su postali manji i evoluirali da postanu moderna porodica hajraksa. Smatra se da su drugi prešli na život u vodi (možda poput moderne kapibare), što je na kraju dovelo do porodice slonova, a možda i sirena. DNK dokazi podržavaju ovu hipotezu, a mali moderni hajraksi dele brojne karakteristike sa slonovima, kao što su nokti na nogama, odličan sluh, osetljivi jastučići na nogama, male kljove, dobro pamćenje, bolje funkcije mozga u poređenju sa drugim sličnim sisarima i oblik nekih njihovih kostiju.
Hajraksi se ponekad opisuju kao najbliži živi srodnici slona, iako je sporno da li je to tako. Nedavne morfološke i molekularne klasifikacije otkrivaju da su morske krave najbliži živi rođaci slonova. Dok su hajraksi blisko povezani, oni čine taksonomsku spoljašnju grupu slonova, morskih krava i izumrlih redova Embrithopoda i Desmostylia.
Izumrla porodica meridiungulata Archaeohyracidae, koja se sastoji od četiri roda notoungulatnih sisara koji su poznati od paleocena do oligocena Južne Amerike, grupa je koja nije povezana sa pravim hajraksima.

### Spisak rodova
- †  (polifiletski)
- † 
  - † -{Prohyraxv
- -  (šumski hajraks)
  -  (žbunski hajraks)
  -  (kamenjarski hajraks)

## Stanište
Od najranijeg perioda familija je rasprostranjena samo u Africi, duž Crvenog mora na Afričkom i Azijskom kontinentu – Arabijsko poluostrvo. Savremeni damani naseljavaju različita staništa. Neki žive na stijenama, drugi u krošnji drveća, a postoje oni koji naseljavaju stepe. Na stijenama se uglavnom zavlače u šupljine, dok u stepama često naseljavaju prazne termitnjake. Hrane se biljnom hranom, lišćem, zeljastim biljem i sl., ali jedu i insekte i njihove larve.
Damani su na različite načine prilagođeni staništima koje neseljavaju. Zubima (kutnjacima) melju i sitne hranu. Imaju složen želudac i simbiotske bakterije koje im pomažu pri varenju. Bubrezi imaju sposobnost da zadržavaju vodu, što im omogućava da prežive sušne uslove. Na nogama imaju gumene jastučiće sa mnogobrojnim žlijezdama, a to im pomaže pri kretanju preko stijena.

## Razmnožavanje
Žive u grupama ili porodicama od nekoliko jedinki, koje predvodi mužjak. Mužjak aktivno brani teritoriju koju zajednica naseljava. Ženka nosi mlade 7 do 8 mjeseci, a koti oko 4 mladunca, koji su polno zreli nakon 16 – 17 mjeseci. Mlađi mužjaci većinom žive solitarno, van područja koje kontroliše stariji mužjak, a pare se samo sa mlađim ženkama.

## Klasifikacija
Familija Procaviidae obuhvata 4 savremene vrste:

## Spoljašwe veze
- Медији везани за чланак Procaviidae на Викимедијиној остави

Шаблон:Taxonbarlat